# 薬物相互作用
薬物相互作用（やくぶつそうごさよう、英: Drug Interaction）は、血中に複数種類の薬物が存在することにより、薬物の作用に対して影響を与えることである。薬物相互作用により薬物の作用が増強する場合や減弱化する場合、新たな副作用が生じる場合がある。薬物相互作用は一般に薬物動態学的相互作用と薬力学的相互作用に分類される。また、食品なども薬物の作用に影響を及ぼすこと（合食禁）があり、これらも薬物相互作用の一種である。単に体外で薬物同士を混合した場合にその形状が変化する現象は薬物配合変化と称され、薬物相互作用とは区別される。

## 薬物動態学的相互作用
薬物の体内動態は吸収、分布、代謝、排泄の段階からなると考えられている。薬物動態学的相互作用 (英:Pharmacokinetic Drug Interaction) とはこれらの過程に影響を及ぼし作用部位における薬物濃度の変化を生じさせる形式の相互作用である。

### 吸収過程
吸収とは血中に薬物が取り込まれる過程を指しており、小腸を始め、胃や大腸、皮膚、目、鼻などにおいて生じる。
小腸の酵素あるいはP-糖タンパク質を介した相互作用
小腸上皮には薬物代謝酵素であるシトクロムP450 (CYP) の一種であるCYP3A4が発現している。シトクロムP450にはさまざまな種類があるが、中でもCYP3A4は基質となる薬剤が非常に多い。ある種の薬剤あるいは食物がCYP3A4の活性を変化させることで相互作用が生じることが知られており、代表的なものとしてグレープフルーツジュースが挙げられる。グレープフルーツの中にはフラノクマリン類と呼ばれる化合物が含まれており、これが小腸上皮のCYP3A4の機能を阻害する。CYP3A4の基質としてカルシウム拮抗薬や免疫抑制剤であるシクロスポリン、ベンゾジアゼピン系睡眠薬であるトリアゾラムなどが挙げられる。CYP3A4阻害によりこれらの基質薬物の血中移行量は増大し、作用の増強や副作用が生じる原因となる可能性がある。グレープフルーツジュースによるCYP3A4阻害作用は長時間にわたって示されるので、水の代わりにグレープフルーツジュースで薬を飲むようなことをしなければよいというものではなく、これらの基質薬物内服中はグレープフルーツジュースの摂取を避けなければならない。グレープフルーツジュースによる代謝酵素阻害は経口投与した場合に限り発現するため、静脈内注射により直接血中に入れられた薬物に関してはこの相互作用は考えなくて良い。
逆に抗結核薬のリファンピシンや健康食品であるセント・ジョーンズ・ワートはCYP3A4の発現誘導を引き起こすことが知られている。この場合、併用した基質薬物の血中濃度は減少し、薬効が十分に得られないことになる。
また、小腸にはP-糖タンパク質と呼ばれる輸送タンパク質が存在している。これは小腸に限定して発現しているものではなく、血液脳関門や腎尿細管、癌細胞などにも見られる。小腸のP-糖タンパク質は一度吸収された薬物を小腸側に排出する役割を有するが、P-糖タンパク質の阻害により血中の基質薬物濃度は上昇することになる。P-糖タンパク質の基質薬物としてシクロスポリンや強心薬のジゴキシンがある。前述したグレープフルーツジュースはCYP3A4のみならずP-糖タンパク質の機能をも阻害することが知られており、一方リファンピシンやセント・ジョーンズ・ワートはP-糖タンパク質の発現を誘導する。
金属イオンとの相互作用
金属イオン、特にアルミニウム、鉄、マグネシウム、カルシウムなどの多価陽イオンはある種の薬物と化学的な結合（キレート形成と呼ぶ）をすることにより難溶性の複合体をつくることがある。これらの金属イオンは下剤の酸化マグネシウムや貧血の治療に用いられる鉄剤、牛乳などに含まれており、ニューキノロン系あるいはテトラサイクリン系抗菌薬などと結合して両者の薬効低下を招く。これらの薬物を併用する必要がある時には先に吸収阻害を受ける薬物（ニューキノロン系など）を内服し、その後2-4時間経過してから金属含有製剤を内服すると効果的であるとされる。
吸着剤による薬効低下
吸着剤にはコレスチラミンなどの陰イオン交換樹脂や活性炭は消化管中において他の薬物を吸着し、その吸収を妨げることがある。特に活性炭はほとんどの薬物を吸着してしまうため、基本的に他の薬剤との同時併用を避ける。
胃内容排出速度の変化
薬物の吸収には胃内容排出速度 (GER) が影響する。一般に食事によりGERは減少し、それにより多くの薬物は消化管吸収速度が減少する。消化管の運動もGERに影響を与える一因であり、ドパミン受容体拮抗薬であるメトクロプラミドは蠕動運動を促進するため、GERを増大させる。

### 分布過程
分布過程に影響を与える因子として血中タンパク質との結合がある。タンパク質との結合自体は特に異常なことではなく、酸性薬物はアルブミンに、塩基性薬物はα1-酸性糖タンパク質に結合する。アルブミン上には薬物結合部位が存在し、サイト1（ワルファリンサイト）、サイト2（ジアゼパムサイト）、サイト3（ジギトキシンサイト）がある。これらの部位にはそれぞれ複数種の薬物が結合しうるため、同一部位に結合する薬物、特にタンパク質との結合率が高い薬物同士を併用した際に競合が起こり、しばしば問題となることがある。これにより薬物のタンパク質結合率が変動し、タンパク質と結合していない遊離型薬物が増加する。遊離型と結合型の内、薬効を示すのは遊離型であり、遊離型の増加は薬効にも変化をもたらす。

#### アルブミンに結合する薬物
- サイト1
  - ワルファリン
  - フロセミド
  - フェニトイン
  - トルブタミド
- サイト2
  - ジアゼパム
  - イブプロフェン
  - フルルビプロフェン
- サイト3
  - ジギトキシン
  - ジゴキシン

#### α1-酸性糖タンパク質に結合する薬物
- リドカイン
- プロプラノロール
- イミプラミン
- クロルプロマジン
- キニジン

### 代謝過程
薬物は体内に取り込まれた後に水溶性の高い化合物に代謝されて薬効を失う。その反応には薬物代謝酵素が関与しており、薬物代謝は第1相反応と第2相反応に分けられる。第1相反応ではシトクロムP450などの酵素により酸化や水酸化、加水分解などの化学的変換を受けて極性が増す。一方、第2相はUDP-グルクロン酸転移酵素などによる抱合反応を受けてよりさらに水溶性が増加し、尿中排泄を受けやすくなる。多くの薬物がシトクロムP450による代謝を受けるため、代謝過程の相互作用の中ではシトクロムP450を介したものがほとんどである。シトクロムP450には多くの種類が存在するが、中でもCYP1A2,CYP2C9,CYP2C19,CYP2D6及びCYP3A4の5種類で95%以上の酸化反応を担っている。

#### シトクロムP450の阻害
複数の薬物間で代謝酵素を共有することにより酵素の競合が生じることから相互作用の原因となることがある。シトクロムP450の中でもCYP3A4で代謝される薬物がもっとも多いことから必然的に相互作用も多くなる。CYP3A4で代謝される薬物としてシクロスポリンやマクロライド系抗生物質、トリアゾラム、カルシウム拮抗薬、抗てんかん薬のカルバマゼピンなどが挙げられる。さらにこれらの薬物の中でも酵素に対する親和性が高いものと低いものがあり、競合となった際には親和性が低いものが代謝阻害を受け、血中濃度が上昇することになるため、これらを併用する際には注意が必要である。一方、CYPによる代謝で活性代謝物に変換されるプロドラッグの場合には逆に薬効が減弱する。
また、薬物などによりシトクロムP450の働きが阻害されることもある。例えばアゾール系抗真菌薬のイトラコナゾールやHIVプロテアーゼ阻害薬のリトナビルなどの薬物によってCYP3A4は阻害されることが知られている。
加えて、シトクロムP450の活性中心に存在する鉄にアゾール系抗真菌薬やH2受容体拮抗薬のシメチジンなどが配位結合することで、シトクロムP450が失活し、基質薬物の薬効が強まることがある。イミダゾール環やトリアゾール環、ヒドラジノ基などの化学構造を有する薬物で生じやすい。マクロライド系抗生剤のエリスロマイシンやクラリスロマイシンではその代謝物が鉄に結合する。
グレープフルーツジュースは約85種類の薬と薬物相互作用を起こし、うち約半分の薬では他のフルーツジュースとは異なり重篤な副作用を起こし命にかかわる場合がある。

#### シトクロムP450の誘導
CYP分子の発現誘導により基質薬物の薬効が減弱する場合がある。気管支喘息治療薬テオフィリンの薬効が喫煙により減弱することは有名であるが、これはテオフィリンの代謝酵素であるCYP1A2が誘導され、テオフィリンの血中濃度が減少することによるものである。前述の通り、健康食品のセント・ジョーンズ・ワートはCYP3A4の誘導を引き起こすため、同様に相互作用の原因となる。

#### その他の酵素阻害
ジヒドロピリミジンデヒドロゲナーゼ
抗癌剤である5-FUはジヒドロピリミジンデヒドロゲナーゼにより代謝されるが、抗ウイルス薬であるソリブジンもまた同一酵素により代謝を受けるため、5-FUの代謝阻害により血中濃度上昇をきたす。
モノアミン酸化酵素
ヒスタミンはオータコイドの一種であるが、食物中に含まれているヒスチジンが代謝されることで生成されることも知られている。ヒスタミンはモノアミン酸化酵素 (MAO) により代謝を受けるが、イソニアジドなどのMAO阻害薬の投与中には体内にヒスタミンが蓄積され、中毒をおこす。
レボドパ脱炭酸酵素
レボドパはドパミン前駆体であり、パーキンソン病の患者に線条体で不足したドパミンを補充する目的で用いられる薬物である。レボドパは脳に移行した後に代謝されて活性本体のドパミンへと姿を変える。ドパミン自体は血液脳関門を通過することができないため、レボドパのままで血液脳関門を通過することが薬効発現のために重要なわけである。ビタミンB6(ピリドキシン)はレボドパ脱炭酸酵素の補酵素になる分子であり、レボドパ脱炭酸酵素の活性が上昇すると末梢でレボドパが代謝されてしまうために脳内への移行量が減少し、薬効の減弱を招く。

### 排泄過程
排泄過程においては尿細管分泌・再吸収での相互作用が多い。
尿細管分泌
尿細管分泌とは担体を介して血中から尿細管中に薬剤を能動的に排出する経路である。尿細管分泌に関与する輸送タンパク質として、酸性薬物を輸送する有機アニオン輸送系トランスポーター (OAT1)、塩基性薬物を輸送する有機カチオン輸送系トランスポーター (OCT2)、P-糖タンパク質があり、同一の輸送体により排泄される薬剤を併用投与すると競合が起こり、尿中排泄量が低下、血中濃度の上昇につながる。例えば、キニジンとジゴキシンは共にP-糖タンパク質により排出されるが、併用によりジゴキシンの血中濃度が上昇し、ジギタリス中毒を引き起こす可能性がある。
尿細管再吸収
薬物の再吸収とは一度尿中に排泄された薬剤が、尿細管通過中に再度吸収され、血中に引き戻されることである。薬物は体内で分子型とイオン型との平衡状態にあるが、それぞれの存在比率は尿中のpHに大きく左右される。それにより薬物の分子型・イオン型の比率が変化することが知られており、分子型はより脂溶性が高いために生体膜の透過性が高く、分子型分率が上昇すると再吸収率が増加する。しかし、尿が酸性・塩基性のどちらで再吸収率が上昇するのかはそれぞれの薬剤により異なる。薬剤によっては尿のpHを変化させるものがあるが、それにより薬効をどのように変化させるのかもまた相手の薬剤により異なる。
|              | 酸性条件           |   | 塩基性条件            |
| ------------ | ------------------ | - | --------------------- |
| 弱酸性薬物   | R-COOH（分子型）   | ⇔ | R-COO-+H+（イオン型） |
| 弱塩基性薬物 | R-NH3+（イオン型） | ⇔ | R-NH2+H+（分子型）    |

## 薬力学的相互作用

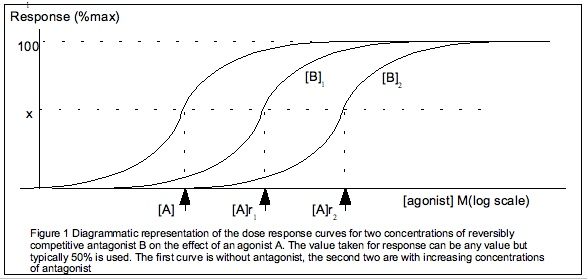
薬物の用量反応曲線はシグモイド曲線を描く。3つの曲線のうち、一番左側がアゴニストA（例: アセチルコリン）のみを投与した時の用量-反応曲線である。Aに対して競合的に拮抗するアンタゴニストB（例: アトロピン）を併用すると、Bの濃度依存的にシグモイドカーブは右方へシフトする。非競合的拮抗薬（例: パパベリン）を併用した場合には曲線のシフトは起こらないが、頭打ちになる。

薬力学的相互作用においては薬物の血中濃度変化は生じず、ADME〔吸収 (Absorption)、分布(Distribution)、代謝 (Metabolism)、排泄 (Excretion) の英語表記の頭文字からなる略語〕とは全く異なる機序でその薬物の作用を増強あるいは減弱させ、有効血中濃度域を変化させる。例えばワルファリンとビタミンK製剤を併用することによりワルファリンの作用が減弱化するような場合である。

### 作用点が同一の場合
同一の作用部位に働く薬物を併用することで薬効の強さが変動する。同じ受容体に作用するアゴニストと併用した場合、例えば共にβ受容体作動薬であるサルブタモールとプロカテロールを併用した場合にはその作用は協力的に働き、薬効が増強する。一方、β受容体作動薬に同受容体の拮抗薬（例: プロプラノロール）を併用するとこれらの薬物同士が作用部位で競合的に拮抗し、薬効は減弱する。

### 作用点が異なる場合
作用点が異なる薬剤同士を併用した場合にも同じく薬効に影響を及ぼす。カルシウム拮抗薬であるアムロジピンとα受容体拮抗薬であるプラゾシンを併用するとそれぞれの作用が協力的に働き、血管をより強く拡張する。一方、作用点は異なるが、相反する薬効を示す薬剤を投与した場合、例えばアセチルコリンとパパベリンの併用を行った場合に非競合的に拮抗し、アセチルコリンの薬効は減弱する。